# Hambledon (Hampshire)
Hambledon is een civil parish in het bestuurlijke gebied Winchester, in het Engelse graafschap Hampshire met 962 inwoners.